# Lisowicia bojani

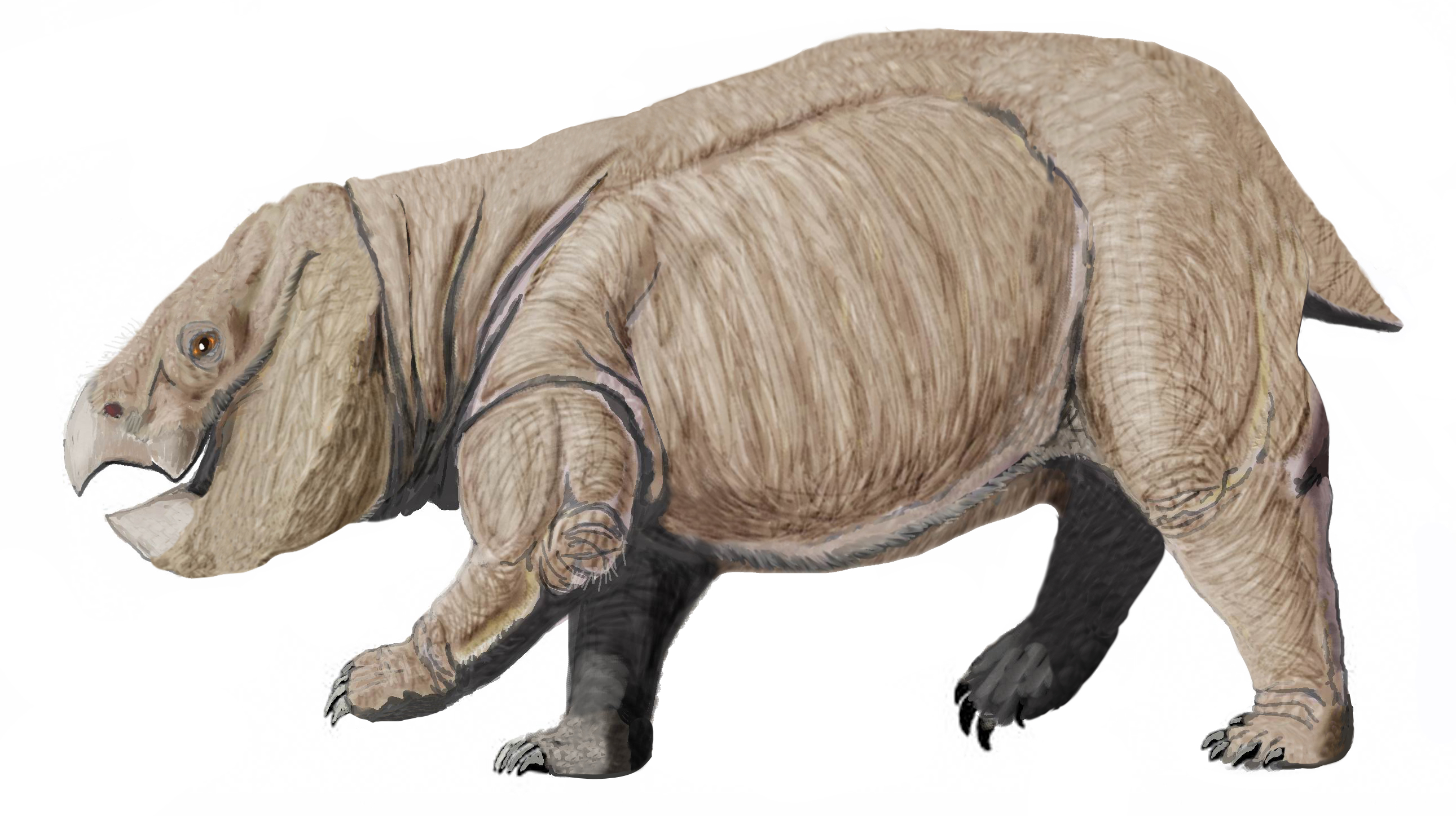
Reconstrucción en vida.

Lisowicia bojani es la única especie conocida del género extinto Lisowicia de sinápsidos dicinodontos, pertenecientes a la familia Stahleckeriidae que vivió en lo que hoy es Polonia entre el final del Noriense o principios del Rhaetiense, últimas edades de la época Triásico Tardío. Es el dicinodonte más reciente del grupo y el más grande conocido, próximo al tamaño de un elefante, por ahora el tetrápodo terrestre no dinosauriano más grande del Triásico. Los restos se dieron a conocer inicialmente en una publicación de 2008, sin asignarlos aún a ningún género determinado, no siendo hasta 2018 cuando se describen formalmente el género y especie nuevos:Lisowicia bojani.